# Devet
Devet je deveti broj u skupu prirodnih brojeva. Označava se brojkom 9. Njegov je prethodnik broj osam (8), a sljedbenik broj deset (10). Broj devet neparni je broj, što znači da nije djeljiv s brojem dva (2), odnosno nije višekratnik broja dva (2). Broj devet peti je neparni prirodni broj, iza broja jedan (1), broja tri (3), broja pet (5) i broja sedam (7). 

## Razvoj
Razvoj grafema arapske brojke 9 prikazan je na sljedećoj slici:

## U drugim jezicima
| Jezik       | Naziv    |
| ----------- | -------- |
| engleski    | nine     |
| njemački    | neun     |
| latinski    | novem    |
| nizozemski  | negen    |
| norveški    | ni       |
| danski      | ni       |
| švedski     | nio      |
| portugalski | nove     |
| španjolski  | nueve    |
| francuski   | neuf     |
| talijanski  | nove     |
| rumunjski   | nouă     |
| litavski    | devyni   |
| latvijski   | deviņi   |
| poljski     | dziewięć |
| češki       | devět    |
| slovački    | deväť    |
| slovenski   | devet    |
| finski      | yhdeksän |